# Chmielów (powiat pińczowski)
Chmielów – wieś sołecka w Polsce, położona w województwie świętokrzyskim, w powiecie pińczowskim, w gminie Działoszyce.
W latach 1975–1998 wieś należała administracyjnie do województwa kieleckiego.

## Części wsi
| SIMC    | Nazwa          | Rodzaj    |
| ------- | -------------- | --------- |
| 0237050 | Pociecha       | część wsi |
| 0237067 | Stary Chmielów | część wsi |

## Historia
W wieku XIX Chmielów – wieś w powiecie pińczowskim, gminie Sancygniów, parafii Działoszyce. Leży pod samymi Działoszycami, przy drodze bitej od Miechowa, odległy od Kielc wiorst 56, od Pińczowa 21, od Książa Wielkiego 17, od Zawiercia 67, od rzeki Wisły 21. 

W 1827 r. było ta 10 domów, 103 mieszkańców 

Opis dóbr Chmielów
Dobra Chmielów składają się z folwarków: Chmielów i Szczotkowice oraz  wsi: Chmielów, Łabędź, Obrytki, Niewitrowice, Szczotkowice i Pociecha. 

Rozległość dóbr wynosi mórg 691, w tym: 
Folwark Chmielów – gruntu ornego i ogrodów mórg 403, łąk mórg 50, pastwisk mórg 38, wód mórg 5, nieużytków i placów mórg 12, co daje razem mórg 510. Budowli murowanych dworskich 5, drewnianych 5. 

Folwark Szczotkowice – gruntu ornego i ogrodów razem 136, łąk 22, pastwisk mórg 13, wód mórg 3, nieużytków i placów mórg 9 - razem mórg 181; budowli dworskich murowanych 1, drewnianych 5. 

Dobra posiadają młyn posiłkujący się wodami ze stawów i kopalnię gipsu, stanowiącą źródło dochodu. 

Wsie w dobrach Chmielów
Chmielów posiadał – 10 osad włościańskich gruntu mórg 26,
Łabędź – 10 osad, gruntu mórg 69,
Obrytki – osada 1, grunta mórg 4,
Niewitrowice – 28 osad, gruntu mórg 119,
Szczotkowice osad 12, gruntu mórg 31,
Pociecha – osad 2, gruntu mórg 5.
Według spisu powszechnego z roku 1921 w Chmielowie było 51 domów 310 mieszkańców.
W dniu 11 listopada 2009 r. na fasadzie budynku Ochotniczej Straży Pożarnej w Chmielowie odsłonięto tablicę upamiętniającą Tadeusza Nowaka (pseudonim „Igła”, „Tad”, „Magnus”) z Chmielowa, partyzanta AK, który zginął 5 sierpnia 1944 r. w czasie bitwy o Skalbmierz. Został zastrzelony przez Niemców na brzegu rzeki Nidzicy, gdy po otoczeniu przez wroga, w czasie odwrotu transportował ciężki karabin maszynowy.
Napis na tablicy:

PAMIĘCI 
KPR. TADEUSZA NOWAKA
PS. "IGŁA" 
URODZONEGO 15.XII.1925 R. W CHMIELOWIE
CZŁONKA OCHOTNICZEJ STRAŻY POŻARNEJ,
ŻOŁNIERZA ARMII KRAJOWEJ POLEGŁEGO
W WIEKU 19 LAT DN. 5.VIII.1944 R. W WALCE
Z OKUPANTEM NIEMIECKIM W OBRONIE
SKALBMIERZA, POŚMIERTNIE ODZNACZONEGO
KRZYŻEM WALECZNYCH
MIESZKAŃCY CHMIELOWA
CHMIELÓW 11.XI.2009 R. 